# イラワジ
「イラワジ」(英語: The Irrawaddy、ビルマ語: ဧရာဝတီ）は、1993年にタイ王国チェンマイ県に逃れたビルマ（ミャンマー）出身のジャーナリストにより結成されたメディア。ビルマ事情を中心とする報道をビルマ語と英語の二言語で行っている。
経済的理由で2016年に紙媒体の発行を停止し、ニュースサイト「イラワジ」(英語: The Irrawaddy、ビルマ語: ဧရာဝတီ）の発行のみを続けている。反ミャンマー軍事政府系。現在はイラワジ・パブリッシング・グループ社（Irrawaddy Publishing Group (IPG)）が所有。

## 概要
イラワジは、1992年12月にビルマからタイに亡命してきたビルマ人、アウンゾー（Aung Zaw）によってタイ王国チェンマイで創刊された。イラワジ・パブリッシング・グループ社 （前 ビルマ情報グループ （Burma Information Group:BIG))は、ビルマの政治から独立した立場をとっている。記事は、主に1988年の8888民主化運動の流血衝突から逃れてきた活動家たちによって書かれている。そのため、民主化運動以前の大衆運動との関わりが密接であるが、1988年以降に結成された政治組織とのつながりは薄い。
ニュースマガジンは、英語とビルマ語の両言語によって書かれており、主にビルマのニュースを中心に東南アジアのニュースを報じている。ビルマの政治、経済、文化開発を扱う報道に関して主導的な立場にある。 加えて、洞察の深い政治分析、幅広いビルマ研究者や著名人とのインタビューが特集されている。

## 沿革
1988年の戒厳令下のビルマから亡命したラングーン大学の学生活動家であったアウンゾーは、タイのバンコクでビルマ情報グループ(BIG)を創設し、1992年にニュースマガジンを発行した。その後、1995年ごろに本部をチェンマイに移転。1999年にイラワジ・パブリッシング・グループ社に改称した。
（反ミャンマー政権系新聞のため、本文中国名をミャンマーではなく、ビルマとした。）